# Иван Илић
Иван Илић (Пало Алто, 14. август 1978) aмерички је пијаниста српског порекла.

## Биографија
На Калифорнијском универзитету (Беркли) дипломирао је на одсеку математике и музичких уметности. Мастер студије завршио је на конзерваторијуму у Сан Франциску, а докторске студије завршио је у Паризу, стекавши диплому са титулом Премијер При. Своје студије завршио је у националној музичкој школи у Паризу. Његови наставници у Француској су били Франсоаз-Рен Душабл, Кристијан Ивалди и Жак Рувије.
Тренутно живи у Паризу.

## Репертоар
Иван Илић је пре свега соло извођач, познат по својим тумачењима француске музике, посебно по делима Клода Дебисија. Његов снимак Debussy - Préludes pour piano, Livres 1 et 2 издат у октобру 2008. године од француске издавачке куће Paraty добио је награду критичара француске телевизије Mezzo. Критичари Fanfare магазина и веб странице ClassiqueNews сврставају диск међу пет најбољих CD-ова године. Илић је преуредио редослед прелудијума на албуму контроверзног избора.
Одлучио је да се концентрише на соло репертоар. Снимао је дела Јохана Себастијана Баха, Хендла, Хајдна, Бетовена, Шопена, Шумана, Листа, Брамса, Дебисија, Равела и Лисјен Дуросоара. Често укључује савремену музику у своје рецитале. Композитори који му асистирају у раду и пишу композиције јесу: Џон Меткалф, Керил Макан и Дмитри Тимоцко. Његов следећи снимљени пројекат ће бити албум који носи назив 22 Chopin Studies од Леополда Годовскија.

## Каријера
Илић је свирао у Карнеги холу, Вејл холу у Њујорку, Вигмор холу, у Глен Голд студију и у националној концертној сали Ирске републике.
Године 2010, Илић је дебитовао као глумац у краткометражном филму Исаков избор у главној улози Исака.
У 2011. години такође је добио улогу у краткометражном филму Беноа Мајре под називом Пастир. У овом филму, Иван глуми са извршним глумцем Лу Кастел.
Почетком јуна 2011. велики број Иванових снимака објављен је на IMSLP интернет сајту.

## Дискографија
- [15]
- [16]